# Eois nigrinotata
Eois nigrinotata là một loài bướm đêm trong họ Geometridae.